# مكدونالد ماريغا
مكدونالد ماريغا (بالفرنسية: McDonald Mariga)‏ (مواليد 4 أبريل 1987 في نيروبي - كينيا) لاعب كرة قدم كيني يلعب حاليا لصالح نادي ريال سوسيداد الإسباني منذ 2010 في مركز الوسط المهاجم .

## روابط خارجية
- مكدونالد ماريغا على موقع الاتحاد الدولي (مؤرشف)  (الإنجليزية)
- مكدونالد ماريغا على موقع الاتحاد الأوربي (الإنجليزية)
- مكدونالد ماريغا على موقع قاعدة بيانات كرة القدم.إي يو (الإنجليزية)
- مكدونالد ماريغا على موقع ناشيونال فوتبول تيمز (الإنجليزية)
- مكدونالد ماريغا على موقع Soccerway.com (الإنجليزية)
- مكدونالد ماريغا على موقع عالم كرة القدم.نت (الإنجليزية)
- مكدونالد ماريغا على موقع AS.com (الإسبانية)